# راجح الحلي
أبو الوفاء راجح بن إسماعيل الأسدي الحلّي يعنت بالـشرف الدين (12 نوفمبر 1174 - 10 يوليو 1230) شاعر عراقي. من أهل الحلة، تردد إلى بغداد واتصل بولاتها، وهاجر إلى حلب. وحظي عند الأيوبيين بدمشق، فاستقر بها إلى أن توفي. مدح جماعة من الملوك والأعيان بمصر والشام والجزيرة، وحدث بشيء من شعره بحلب وحران وغيرهما. 

## سيرته
ولد أبو الوفاء راجح بن أبي القاسم إسماعيل الأسدي الحلي في 15 ربيع الثاني 570/ 12 نوفمبر 1174 في الحلة ونشأ بها في أسرة من بني أسد. رحل إلى بغداد في خلافة الناصر لدين الله أبي العباس أحمد المستضيء ولكنه لم يستقر كثيراً فرحل إلى الشام ومصر. 

وقد قضى أكثر عمره في الشام، ويظهر من شعره أنه شيعي وشعره يشمل المدح في معظمه وله ديوان كبير. مدح جماعة من الملوك والأعيان بمصر والشام والجزيرة، وحدث بشيء من شعره بحلب وحران وغيرهما. لقى الحظوة لدى الأيوبيين في دمشق، واختص بالملك الظاهر غازي ابن صلاح الدين يوسف الايوبي، وله فيه مدائح كثيرة . قال عنه الذهبي «صدرٌ نبيلٌ، مدحَ الملوكَ بالشّام ومصر والجزيرة. وكان شاعراً أخبارياً.» 

وكانت منافرة بين راجح الحلي وعبد الرحمن بن أبي القاسم بن غنائم بار الدين الكناني العسقلاني الشاعر الهجاء المتوفى سنة 635 هـ. 

توفي شرف الدين الحلي في 27 شعبان سنة 627/ 10 يوليو 1230 في دمشق ودفن بقبة القلندرية في مقبرة الباب الصغير.

## وصلات خارجية
- في بوابة الشعراء